# Schlüsselblumen-Würfelfalter

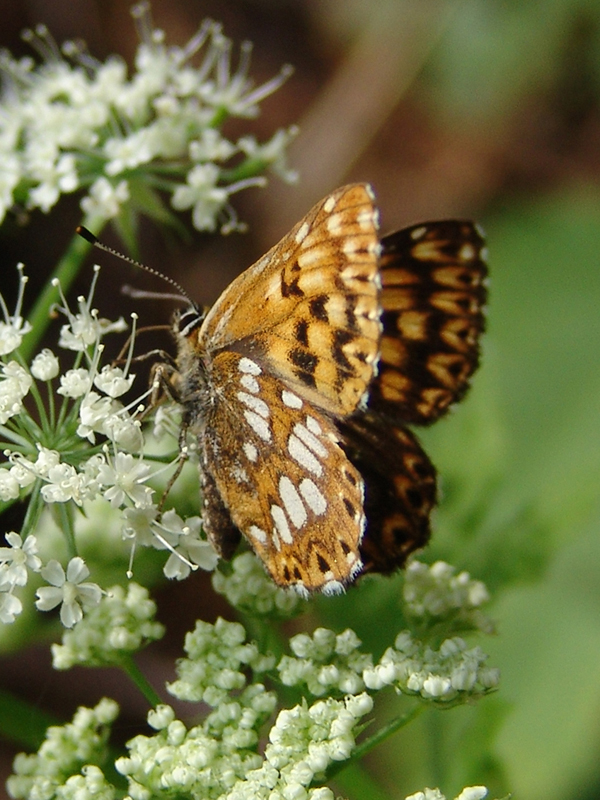
Flügel-Unterseite

Der Schlüsselblumen-Würfelfalter (Hamearis lucina), auch Perlbinde genannt, ist ein Schmetterling (Tagfalter) aus der Familie der Würfelfalter (Riodinidae). Ob die Würfelfalter als Unterfamilie der Bläulinge oder als eigenständige Familie geführt werden sollen, ist noch ungeklärt.

## Merkmale
Die Falter erreichen eine Flügelspannweite von 28 bis 34 Millimeter. Sie haben eine dunkelbraune oder schwarzbraune Grundfarbe mit kleinen rotbraunen, in Querlinien angeordneten Flecken. Diese sind auf den Vorderflügeln immer gut ausgebildet, wogegen sie auf den Hinterflügeln manchmal von der braunen Grundfarbe fast verdrängt werden. Die Unterseiten der Flügel sind zimtbraun. Die vordere Unterseite besitzt Flecke wie die Oberseite, die hintere Unterseite hat weiße Basal- und Postdiskalflecke.

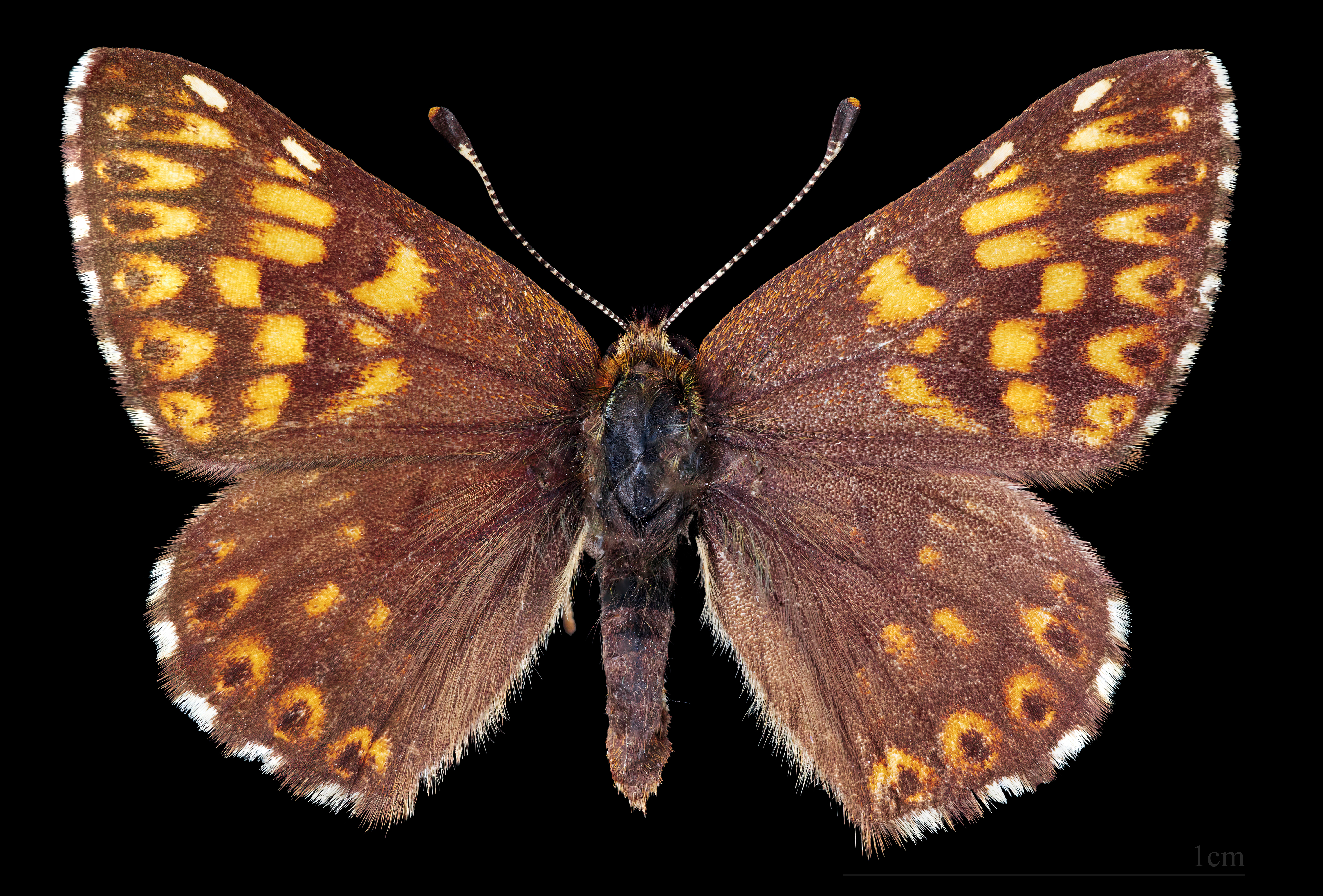
Hamearis lucina ♂
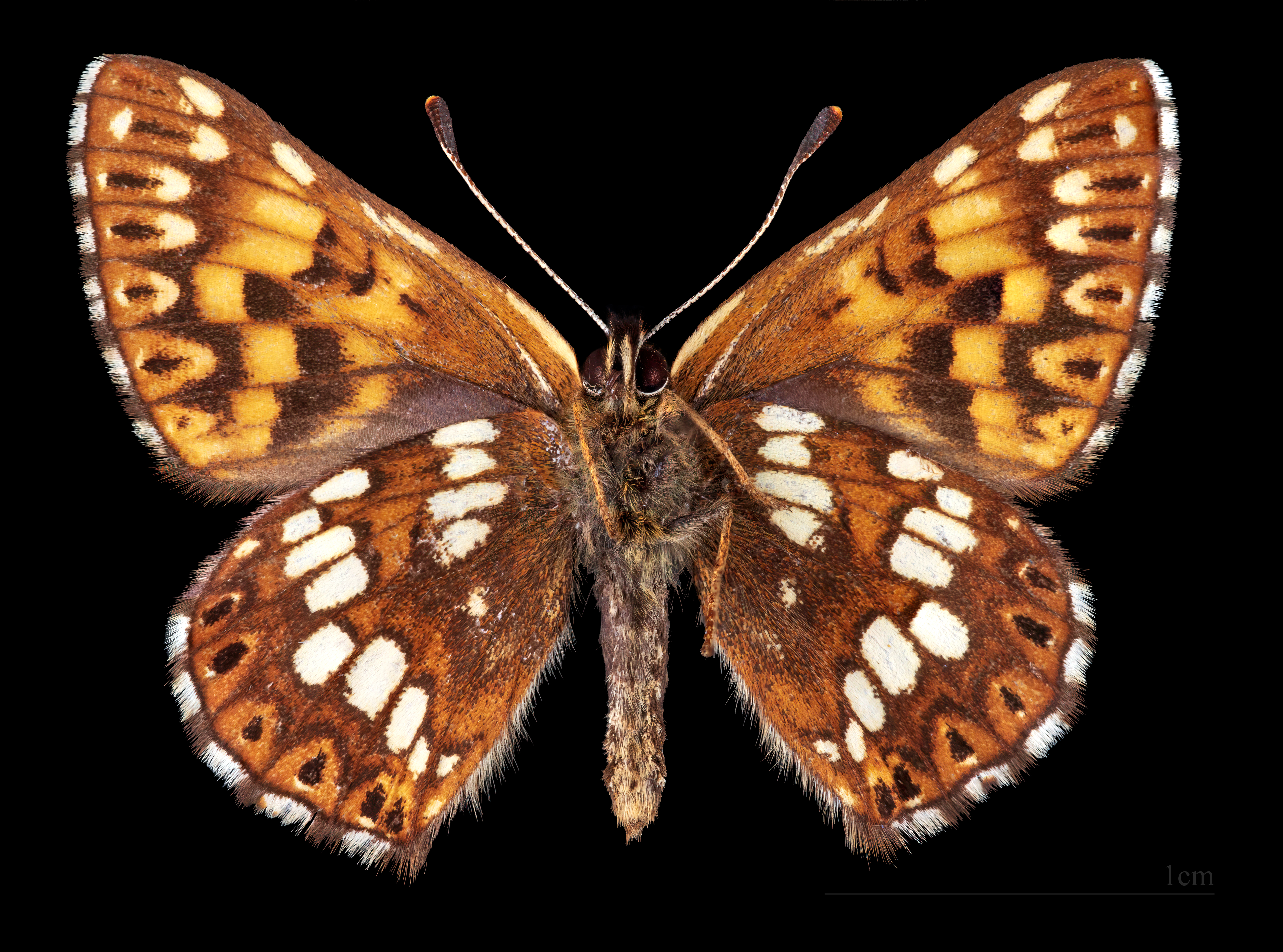
Hamearis lucina ♂   △
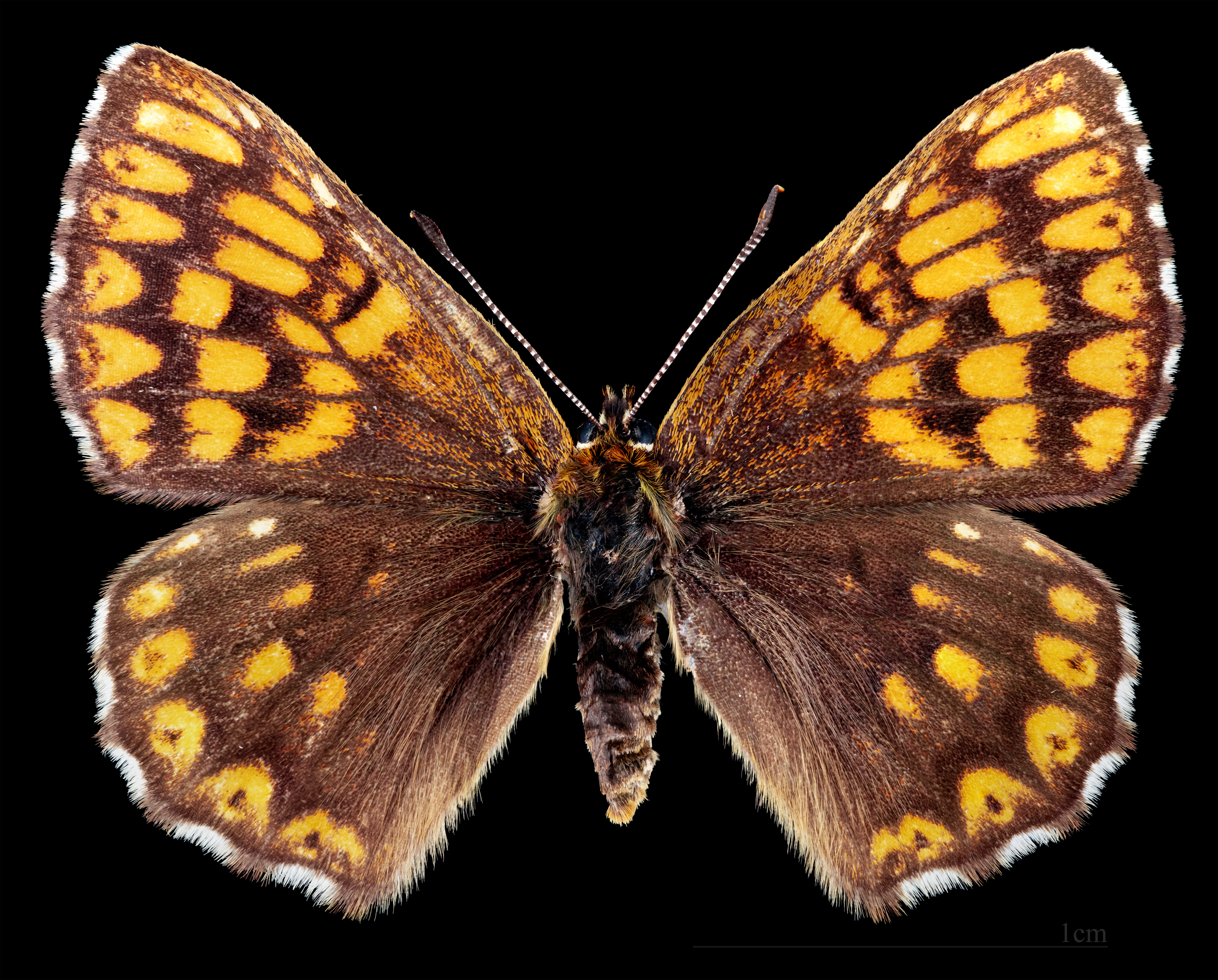
Hamearis lucina ♀

Die Raupen werden zirka 15 Millimeter lang. Sie sind stark behaart und haben einen kurzen, walzenförmigen Körper. Sie sind gelblich hellbraun mit einer lila- bzw. graubraunen, schwarzbraun gefleckten Rückenlinie, die beidseitig von einer Reihe kleiner dunkler Flecke gesäumt ist. Der Kopf ist gelblichbraun und teilweise in den Raupenkörper zurückgezogen.

## Verbreitung
Das Verbreitungsgebiet erstreckt sich von Zentralspanien bis Mittelrussland. Im Norden von Südengland über ganz Frankreich, Benelux, südlich von Friesland über Polen, Belarus bis in die baltischen Staaten. Im Süden erstreckt sich das Verbreitungsgebiet über Italien ohne die Inseln und mit Ausnahme des Südens, aber mit Sizilien und dem Balkan bis zum Schwarzen Meer. Sie sind in Süd- und Mitteleuropa stellenweise häufig, in vielen Gebieten aber stark rückläufig. In Griechenland kommt die Art nur lokal vor und fehlt in den Rhodopen. Sie fehlt auch in Norddeutschland. Die Falter leben in lichten Laubwäldern und buschigem Gelände, am Rand von Mooren von der Meeresküste bis in Höhen von 1600 Meter.

## Lebensweise

### Flugzeit
Der Falter fliegt nördlich der Alpen von April bis Mitte Juni in einer Generation, südlich der Alpen fliegt er in zwei Generationen von März bis Mai und von August bis September.

### Nahrung der Raupen
Die Raupen ernähren sich von den Blättern von Primeln, insbesondere von denen der Echten Schlüsselblume (Primula veris).
Als weitere Fraßpflanzen werden genannt:
- Hohe Schlüsselblume (Primula elatior)[3][2]
- Stängellose Schlüsselblume (Primula vulgaris)[1][2]

## Entwicklung
Die Weibchen legen ihre Eier einzeln oder in kleinen Gruppen an der Unterseite der Futterpflanzenblätter ab. Sie sind klein und gräulich und nahezu kugelrund. Die Raupen schlüpfen nach etwa 14 Tagen, sie sind nachtaktiv und verstecken sich an der Basis ihrer Futterpflanzen. Am Ende ihrer Entwicklung verpuppen sie sich in einer weißlichen bis hellbraunen Gürtelpuppe am Boden oder der Blattunterseite der Wirtspflanzen. Die Tiere überwintern als Puppe. Nur gelegentlich schlüpfen sie bereits im Herbst. In Südeuropa hingegen kommt es regelmäßig zu einer zweiten Generation im selben Jahr; eine Ausnahme bilden sehr heiße Gebiete, in denen die Futterpflanzen im Sommer verdorren.

## Gefährdung und Schutz
- Rote Liste BRD: 3 (gefährdet).[4]